# أنتوني ديفيس (لاعب كرة قدم أمريكية أمريكي)
أنتوني ديفيس (بالإنجليزية: Anthony Davis)‏ هو لاعب كرة قدم أمريكية أمريكي، ولد في 7 مارس 1969 في كينويك في الولايات المتحدة.

## وصلات خارجية
- أنتوني ديفيس على موقع مرجع كرة القدم المحترفة.كوم (الإنجليزية)